# 1966 في الهند
فيما يلي قوائم الأحداث التي وقعت خلال عام 1966 في الهند.

## سياسة

### تعيين في المنصب
- 24 يناير – أنديرا غاندي رئيس وزراء الهند.

### انتهاء فترة المنصب
- 1 يناير – أنديرا غاندي وزير الإعلام والإذاعة [الإنجليزية]‏.
- 11 يناير – لال بهادور شاستري رئيس وزراء الهند.

## مواليد

### يناير
- 6 يناير – أي.أر. رحمان

### مارس
- 5 مارس – اساف ماندفي
- 20 مارس – ألكا ياجنيك

### أبريل
- 17 أبريل – فيكرام ممثل هندي.

### مايو
- 20 مايو – مانيندرا أغراوال

### أكتوبر
- 27 أكتوبر – ديبييندو باروا لاعب شطرنج هندي.

## وفيات

### يناير
- 11 يناير – لال بهادور شاستري (مواليد 1904) سياسي هندي.